# 韋爾博瓦 (托馬什皮利區)
48°30′23″N 28°44′53″E / 48.50639°N 28.74806°E
韋爾博瓦（烏克蘭語：Вербова）是位於烏克蘭西南部文尼察州裏圖利欽區的村莊，始建於1750年，面積1.8平方公里，海拔高度245米，2001年人口608，人口密度每平方公里335.17人。